# Preferred Hotels & Resorts

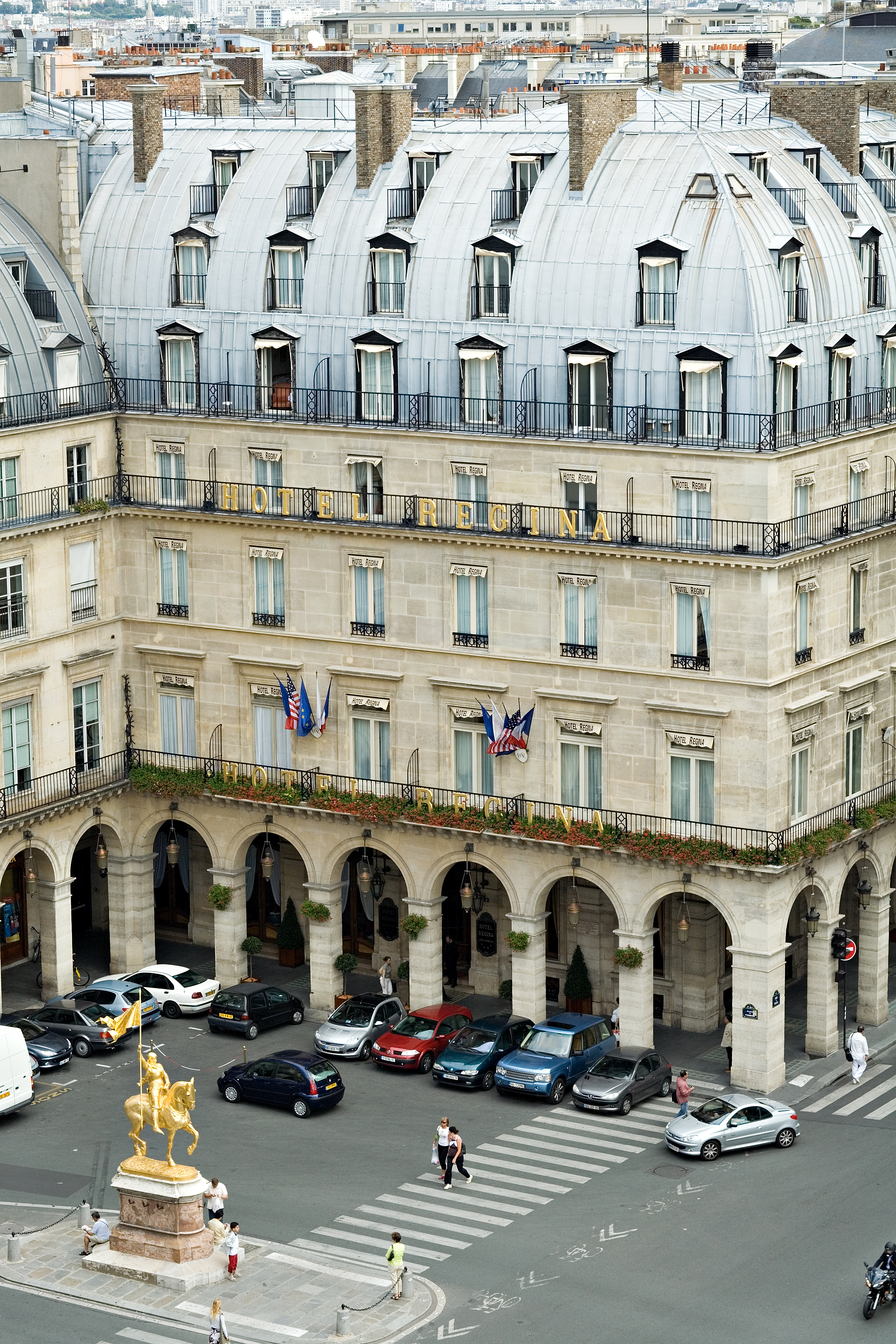
Vue de l'hôtel Régina, un hôtel parisien comptant parmi les 21 Preferred Hotels & Resorts de France.

Preferred Hotels & Resorts est un regroupement d'hôtels rassemblant 735 établissements à travers le monde. Fondée en 1968, l'organisation a son siège à Chicago, aux États-Unis.

## Quelques hôtels membres
- The Dewberry, à Charleston, en Caroline du Sud.